# Ochropleura atlantivolans
Ochropleura atlantivolans là một loài bướm đêm trong họ Noctuidae.